# Piramidy w Bośni

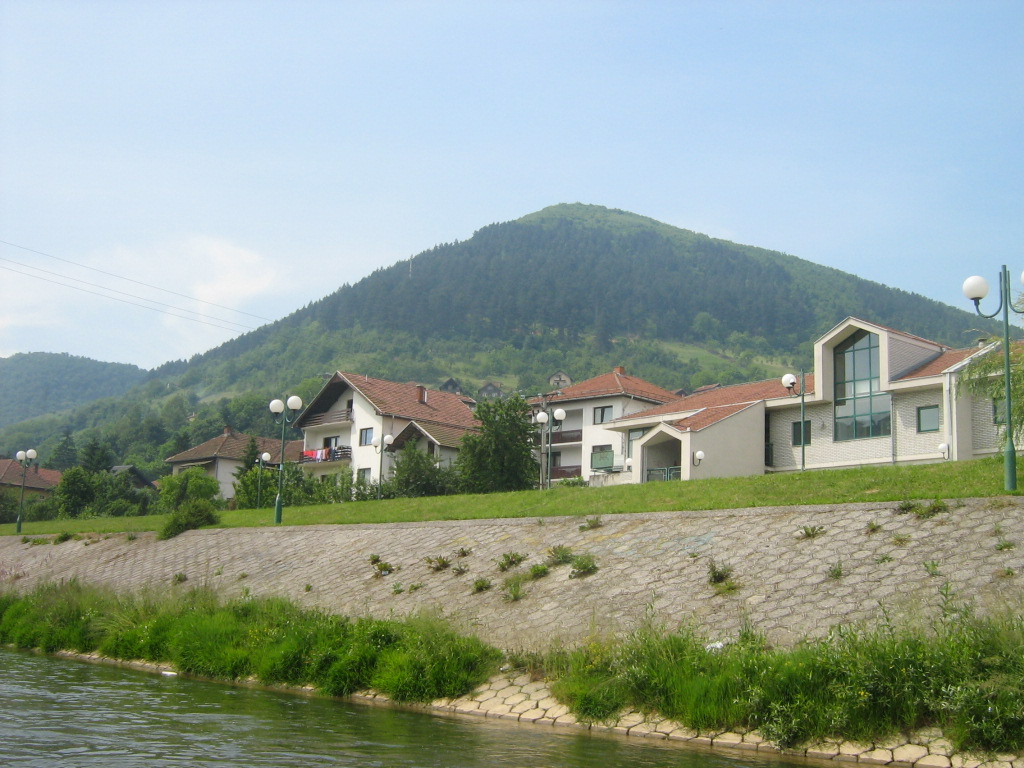
Visočica widziana z Visoko, zdjęcie z 2007

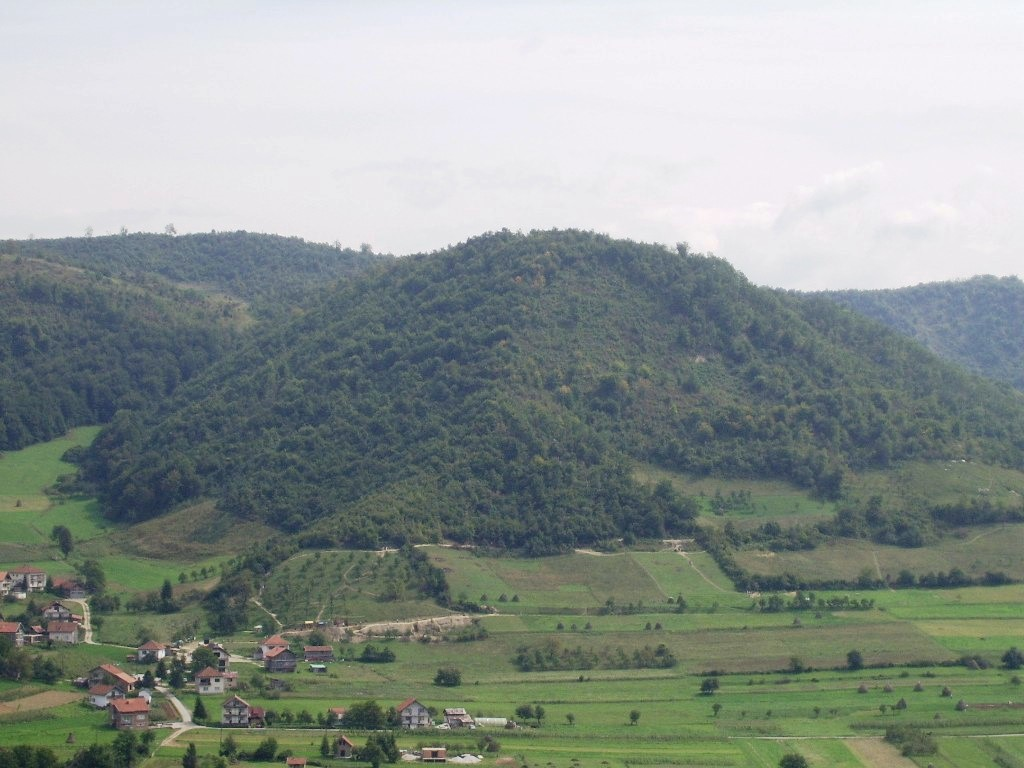
Domniemana Piramida Księżyca w Bośni

Piramidy w Bośni – hipotetyczny zespół trzech piramid, którego odkrycie ogłosił w październiku 2005 mieszkający i pracujący w Stanach Zjednoczonych kontrowersyjny bośniacki archeolog amator Semir Osmanagić. Piramidy mają się znajdować w pobliżu miejscowości Visoko (około 30 km na północ od Sarajewa) pod pobliskimi wzgórzami Visočica i Križ, przykryte warstwą ziemi i porośnięte roślinnością. Ze względu na ich postulowane podobieństwo do budowli zachowanych w Teotihuacan w Meksyku, odkrywca nazwał je Bośniacką Piramidą Słońca (bośn. Bosanska Piramida Sunca), Bośniacką Piramidą Księżyca (Bosanska Piramida Mjeseca) i Bośniacką Piramidą Smoka (Bosanska Piramida Zmaja).
Pierwsze podejrzenia wobec 213-metrowego wzgórza wzbudziły jego równo nachylone stoki oraz ich ułożenie względem stron świata. Semir Osmanagić rozpoczął prace i po kilku miesiącach badań archeologicznych i geologicznych ogłosił, że kolejne odkrycia potwierdzają jego teorię o istnieniu tutaj jedynej w Europie piramidy.

## Hipotezy Osmanagicia
- Zdaniem badacza domniemana piramida posiada cztery zlokalizowane, z dużą dokładnością, zgodnie z kierunkami geograficznymi boki, spłaszczony wierzchołek i kompleksy wejściowe na zachodnim i północnym boku.
- Wiek budowli Semir Osmanagić oceniał na około 14 tys. lat
- Jako prawdopodobnych budowniczych piramid Osmanagić uważa Ilirów zamieszkujących tereny zachodnich Bałkanów.

## Krytyka teorii Osmanagicia
Teorie Osmanagicia i prawidłowość interpretacji wykopalisk kwestionowane są przez archeologów. Do krytyków hipotezy o istnieniu piramid należą m.in. profesorowie: Garrett Fagan z Penn State University, Curtis Runnels z Boston University, Enver Imamović z Uniwersytetu w Sarajewie, a także Anthony Harding, przewodniczący Europejskiego Związku Archeologów.
- Głównym tematem dyskusji ekspertów jest domniemany wiek budowli, gdyż 14 tys. lat temu w tej części Europy trwała epoka lodowcowa, której zakończenie datuje się na około 10 tys. lat temu.
- Wielu archeologów jest zdania, że odkryte w wyniku sondaży fragmenty budowli pochodzą z późniejszego okresu i dotyczą mniejszych obiektów, m.in. stanowiąc część kompleksu grzebalnego z młodszej epoki kamienia.
- Sam Semir Osmanagić w książce The World of the Maya wysuwa podobne do New Age hipotezy, łącząc piramidy Majów z Atlantydą i Lemurią oraz twierdząc, iż stanowią one bramy do innych światów oraz innych wymiarów:

Majowie odziedziczyli wiedzę po swoich przodkach z Atlantydy i Lemurii (Mu). Miasta projektowano i budowano wokół głównego placu, ku któremu zwrócone były piramidy i świątynie. Ich położenie odzwierciadlało ruch Słońca i innych ciał niebieskich (...) Członkowie wielu kultur świata, z Indii, Sumeru, Egiptu, Peru, Indianie Ameryki Północnej i Środkowej, Inkowie i Majowie, określają siebie jako ‘Dzieci Słońca’ albo ‘Dzieci Światła’. Ich przodkowie, należący do cywilizacji Atlantydy i Lemurii, wznosili pierwsze świątynie w miejscach mocy na Ziemi. Ich najważniejszą funkcją było stworzenie bramy do innych światów i wymiarów.
- Semir Osmanagić kilkakrotnie został przyłapany na kłamstwie, m.in. podawał, że w jego zespole znajdują się archeolodzy z kilku państw (podając nazwiska tych osób). Jak się okazało, rzekomi współpracownicy nic nie wiedzieli o swoim „zaangażowaniu” w „odkrywanie” piramid.
- Wykopaliska prowadzą głównie niedoświadczeni ochotnicy i zwykli amatorzy.
- Główny egipski ekspert z zespołu Osmanagića okazał się geologiem, nie posiadającym dorobku z zakresu archeologii czy architektury.
- Inne badania archeologiczne pokazały, że na wzgórzu Visočica istniała osada Ilirów, a następnie obóz rzymski i średniowieczny zamek. Odkrywane przez Osmanagića „budowle” mogą być pozostałością tych wcześniej oficjalnie odkrytych konstrukcji. Tym bardziej, że Osmanagić nie przeprowadził żadnego datowania mogącego potwierdzić jego teorie na temat wieku rzekomych piramid.
- Powiązanie obiektu wzniesionego – zdaniem Osmanagića – 14 tys. lat temu z kulturą Ilirów, stoi w sprzeczności z szacowanym okresem przybycia ludów indoeuropejskich (a więc i Ilirów) na tereny Europy.
- Bloki skalne podobne do tych odnalezionych na zboczu domniemanej piramidy powstają regularnie na krasowych terenach wapiennych na skutek procesów naturalnego wietrzenia.